# Bloedbad van Deir Yassin
Het Bloedbad van Deir Yassin was een bloedbad tijdens de Arabisch-Israëlische Oorlog van 1948. In de ochtend van 9 april 1948 trokken zionistische paramilitaire troepen het Palestijnse dorp Deir Yassin binnen en vermoordden meer dan 100 inwoners. Het is een van de tientallen bloedbaden gepleegd door zionistische strijdgroepen tijdens deze oorlog.

## Voorgeschiedenis
In voorbereiding op het stichten van een eigen staat stelde de leiding van de Joodse gemeenschap in het Britse mandaatgebied Palestina het Plan-Dalet op om de gebieden die aan de Joodse staat waren toegekend te verdedigen en ook daarbuiten Joodse bevolkingsconcentraties voor de Joodse staat te waarborgen. Het plan stelt het als volgt: Het doel van het plan is om de controle te verkrijgen over gebieden van de Joodse staat en de grenzen te verdedigen. Tevens is het streven controle te verkrijgen over Joodse nederzettingen en bevolkingsconcentraties buiten dit gebied van reguliere, semireguliere en kleine troepenmachten van binnen en buiten de staat., de operationele bevelen spreken echter voornamelijk over het bezetten van Arabische gebieden Volgens Palestijnse en sommige Israëlische historici voorzag het echter in het verdrijven van zo veel mogelijk niet-Joodse Palestijnen. Israëlische bronnen spreken van veel verdeeldheid onder Joodse groepen strijders, en sommige historici zoals Benny Morris geven toe dat de zionisten de Arabische Palestijnen hebben verjaagd, maar ontkennen dat dit een vooropgezet plan was. Brigades van het Joodse leger, de Hagana, moesten volgens het Plan-Dalet in een aangewezen gebied alle Palestijnse dorpen innemen, de inwoners verdrijven en in vele gevallen de huizen met de grond gelijk maken en mijnen leggen tussen het puin. Op 5 april 1948 begon de eerste krijgsverrichting van het Plan-Dalet, Operatie Nachsjon, waarmee langs de weg tussen Tel Aviv en Jeruzalem, die langs meerdere Palestijnse dorpen liep, een corridor moest worden gemaakt. Langs deze weg werd de Joodse enclave in westelijk Jeruzalem bevoorraad, terwijl paramilitaire eenheden van Abd al-Qadir al-Husseini Joodse transporten bestookten.

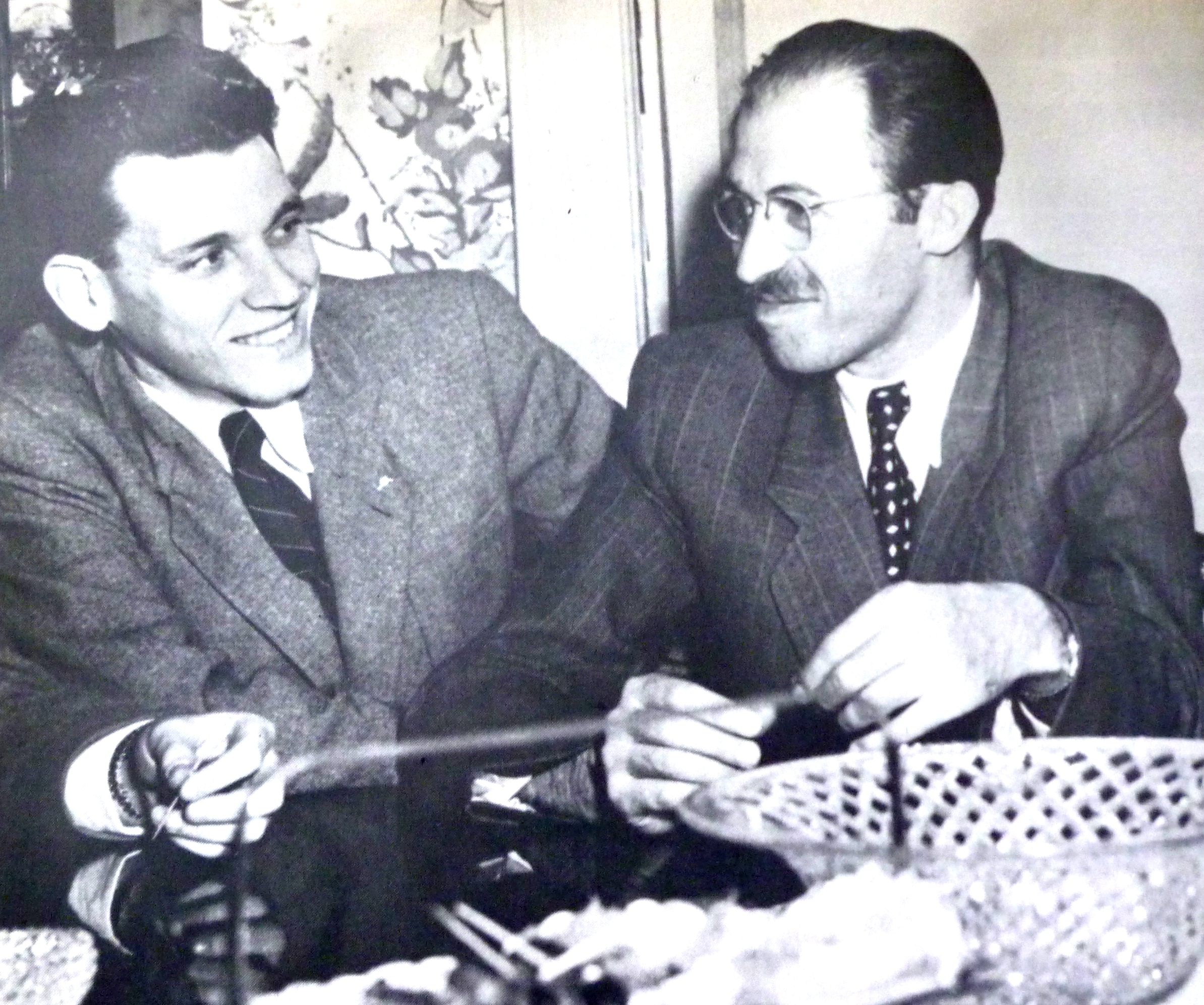
Menachem Begin (rechts) leidde Irgun van 1943 tot 1948 (foto jaren '40)

## Vredesovereenkomst
Deir Yassin was een dorpje in de door de Verenigde Naties aangewezen internationale zone van Jeruzalem en Bethlehem. Het lag twee kilometer ten zuiden van de hoofdweg naar Tel Aviv en daarmee binnen het gebied van Operatie Nachsjon. Ook was er een plan om op de locatie van het dorp een vliegveld aan te leggen. Hoewel vanuit de naburige dorpen Palestijnse strijders opereerden, hadden de bewoners van Deir Yassin een vredesovereenkomst gesloten met de Hagana van Jeruzalem in ruil voor het weren van Palestijnse strijders zodat deze het dorp niet als uitvalsbasis konden gebruiken. Aanvankelijk werd deze vredesovereenkomst nagekomen door de bewoners van het dorp maar  rond maart 1948 kwamen er berichten over Arabische (meest Iraakse) strijders die posities in Deir Yassin hadden ingenomen binnen bij de veiligheidsdiensten van de Hagana. Op vrijdag, 2 april, werden er vanuit Deir Yassin beschietingen op Joodse doelen uitgevoerd en twee dagen later kreeg de Hagana informatie over Arabische soldaten die zich in het dorp verzamelden. Michael Hapt van de Beit Horon brigade (deel van de Hagana) stuurde daarop een telegram naar zijn bevelhebbers met de aanbeveling het dorp in te nemen.
Andere bronnen stellen dat de plaatselijke Hagana-leider, Yona Ben-Sasson, later toegaf dat er niet één vijandig incident tussen het dorp en de omliggende Joodse gemeenschappen was voorgevallen voor 9 april. Op aandringen van Jehosjua Goldschmidt, een officier van de Etsel, zou de Hagana de Etsel en de Lechi, milities van de revisionistische zionisten, toestemming hebben gegeven om Deir Yassin in te nemen, terwijl de Hagana zich kon vrijwaren van officiële verantwoordelijkheid.
Bij het beramen van de aanval spitste de discussie zich toe op de vraag wat te doen met de dorpsbewoners. Sommigen in Lechi stelden voor iedereen te vermoorden, terwijl de Etsel dit wilde beperken tot de weerbare mannen en ieder ander die weerstand zou bieden. De instructies van de Etsel-leiding in Tel-Aviv waren om onnodig bloedvergieten te vermijden. Een auto met omroepinstallaties moest de hoofdmacht leiden met als doel via luidsprekers de burgerbevolking op te roepen het dorp te verlaten via de hiervoor opengelaten westelijke uitvalsroute.

## Aanval
Op de nacht van 8 op 9 april 1948 verzamelden zich ruim 130 bewapende strijders, voor het merendeel jonge mannen zonder militaire ervaring. Desondanks was men optimistisch en rekende op een snelle overwinning. De groep werd verdeeld in twee eenheden bestaande uit Etselstrijders en een eenheid met Lechistrijders die het dorp van verschillende kanten zouden naderen. De aanval moest ingeleid worden door een auto met omroepinstallatie waarmee de dorpelingen van Deir Yassin zouden worden opgeroepen zich over te geven. Om 4:45 uur brak voortijdig het gevecht uit doordat een van de Etselstrijders een dorpswachter het herkenningswoord meende te horen roepen terwijl buiten het dorp de omroepauto vast kwam te zitten in een greppel na beschoten te zijn. Paniek brak uit en vele dorpelingen, sommigen nog in nachtgewaad, sloegen op de vlucht naar het naburige dorp Ein Kerem.
Vanuit het huis van de burgemeester en andere gebouwen op het hogergelegen deel hadden de verdedigers van Deir Yassin een goed zicht over het omliggende gebied. Over het hoofd gezien door de aanvallers bleef de weg naar Ein Kerem vrij waardoor een aantal gevluchte dorpelingen de kans zag terug te keren om de verdedigers te versterken. De Lechi-eenheid die vanuit het westen opereerde slaagde erin het lagergelegen deel van het dorp te bezetten, voordat ze door de verdedigers tot stilstand werd gebracht. De Etsel-eenheid die Deir Yassin langs de oostelijke heuvelrug probeerde te bestormen kwam onder vuur en werd teruggedreven. De andere eenheid die vanuit het zuiden aanviel maakte moeizame vordering voordat twee Etselcommandanten gewond raakten, waarvan één ernstig. Na ruim twee uur van beschietingen waren vier Joodse aanvallers gesneuveld. De zuidelijke Etselgroep besloot zich toen terug te trekken en daarbij alle gevangengenomen of gewonde dorpelingen te vermoorden. Dit wordt algemeen gezien als het begin van het bloedbad.
Toen de vertrekkende Etselstrijders vernamen hoe de Lechigroep was doorgedrongen in het oostelijke deel van het dorp voegden ze zich bij haar. Door de voortdurende beschietingen van de dorpsverdedigers waren de aanvallers niet in staat sommige gewonde collega's te bereiken. Via de luidspreker werden de verdedigers opgeroepen zich over te geven, maar deze bleven op iedereen schieten die dichterbij kwam. Ondertussen konden ook de dorpelingen in de huizen vanaf waar de Joodse strijders opereerden, zich niet in veiligheid brengen. Terwijl de patstelling voortduurde begonnen de aanvallers hun frustratie op hen te richten. Getuigenissen van de dorpsbewoners maken melding van terroristen die mannen, vrouwen en kinderen neerschoten, of neerstaken met messen. Dorpelingen die probeerden te vluchten, of die gewonden probeerden te helpen werden onder vuur genomen.
Omstreeks 10:00 uur kwam in Deir Yassin een kleine eenheid aan van de Palmach, de elite-afdeling van de Hagana, onder leiding van Mordechai Weg, nadat de Hagana-districtscommandant hem toestemming had gegeven de gewonde Etsel- en Lechistrijders in veiligheid te brengen. Weg oordeelde dat hiervoor eerst het vijandige vuur onderdrukt moest worden. Hij gaf zijn 17 soldaten opdracht het dorp vanuit het noorden aan te vallen, terwijl vanuit het oosten met een mortier het huis van de moektar werd bestookt. De soldaten beslopen de huizen van waaruit geschoten werd en gooiden handgranaten naar binnen. In één uur tijd hadden de 17 Palmachniks alle verzet uitgeschakeld, wat de 130 Etsel- en Lechistrijders in meerdere uren niet was gelukt.
De gevechten waren moeizaam en er werd om elk huis gestreden. Sommige eenheden buiten het dorp overwogen de aanval te staken maar werden overgehaald door berichten van de Lechi dat deze laatste een snelle overwinning voorzag. Huizen, van waaruit op de Lechi werd geschoten, werden opgeblazen, soms met burgers er nog in terwijl meer dan 100 Arabieren werden gevangengenomen. De gevechten rond het huis van de moektar van Deir Yassin waren zwaar totdat de Hagana het met de grond gelijk maakte. In de daaropvolgende uren kwam er meer hulp van de Hagana en werden meerdere huizen met granaten bestookt.
In het bloedbad kwamen ten minste 110-120 Arabische burgers om het leven. Na het bloedbad werden de gevangengenomen overlevenden in vrachtauto's naar Jeruzalem gebracht en in een soort overwinningsparade door de Joodse wijken aan de bevolking getoond. Vervolgens werden van de gevangenen ongeveer 25 volwassen mannen teruggevoerd naar Deir Yassin, waar ze in een steengroeve met geweren en mitrailleurs werden omgebracht. 53 kinderen werden wezen en zijn ondergebracht in het nieuw opgerichte Dar El-Tifl El-Arabi-weeshuis. Een wraakactie op een konvooi, waarbij 80 mensen, meest burgers inclusief doktoren en verpleegsters van het Hadassa-ziekenhuis in Jeruzalem werden gedood, volgde spoedig.

## Meningen over het bloedbad

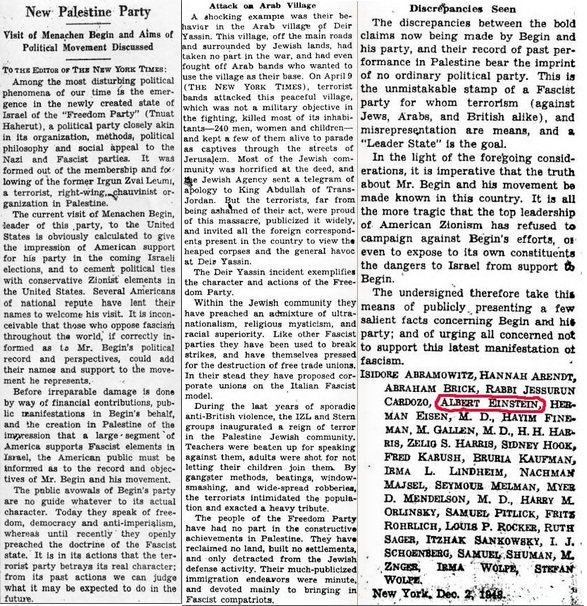
Open brief met mening van o.a. Albert Einstein

Er zijn vele diametraal tegenover elkaar staande meningen over het incident. Meir Pa'il, een Hagana-strijder, beweerde dat er slachtingen door de Lechi werden aangericht in de huizen en dat er zonder meer in het rond werd geschoten op alles en iedereen in het dorp.
In de jaren 80 vormden Israëlische historici als Benny Morris en Ilan Pappé, de zogenaamde Nieuwe Historici. Pappé beweert dat Deir Yassin slechts een van de vele gevallen was waarin Israëlische troepen gericht Palestijnse dorpen aanvielen. Zo zouden de Israëliërs zeker 228 dorpen hebben aangevallen, waarvan in ten minste 41 gevallen de bevolking verjaagd werd. Moordpartijen vergelijkbaar met die in Deir Yassin zouden plaats hebben gevonden in onder meer de dorpen Saliha, Lod, Al-Tantoera en Dawayima. Aan de andere kant beweert Morris dat er geen plannen zouden zijn geweest van zionistische kant om alle Arabische Palestijnen te verdrijven.
Er waren Arabische getuigenissen waarin sprake was van verkrachtingen en verminkingen tijdens en na de gevechten. Volgens Haleem Eid, een van de dorpsbewoonsters, werd haar hoogzwangere zuster door een soldaat in de nek geschoten en vervolgens met een mes opengesneden. De toen achtjarige Thoraya vertelde hoe haar tantes, achter wie zij zich schuil hield, werden beroofd van hun sieraden en vervolgens met messteken gedood werden. Naar verluidt zijn toen 33 dorpelingen om het leven gebracht. Aan de andere kant, zowel Arabische overlevenden van het bloedbad als Israëlische artsen die de lichamen in Deir Yassin onderzochten ontkennen dat er enig bewijs hiervoor is. Ook Arabische deelnemers aan de strijd weerleggen deze beschuldigingen.
Ook het aantal doden in Deir Yassin is onderwerp van conflict. Hagana-soldaten spraken aanvankelijk van 50-80 tot zelfs 150, terwijl anderen van rond de 250 doden spraken. Arabische functionarissen spraken van 116 doden. Een studie van de (Arabische) universiteit van Bir Zeit kwam uit op een maximum van 120 doden en stelde dat de Joodse strijders aanvankelijk het aantal doden overdreven om zo Arabieren angst aan te jagen om hen zo uit hun dorpen te verjagen.
Doordat Deir Yassin zich in een zeer dichtbevolkt gebied bevond, verbreidde het nieuws over de moordpartij zich snel, wat sterk bijdroeg tot de Arabisch-Palestijnse vluchtelingenstroom en de beslissing van de omliggende Arabische staten om tussenbeide te komen en te trachten de creatie van de staat Israël te verhinderen. Het droeg ook bij tot de ontmanteling van de Etsel en Lechi nadat de leiding van Hagana en de latere premier van Israël de Joodse paramilitaire organisaties ontwapende en voor het incident verontschuldigingen aanbood.

## Nasleep

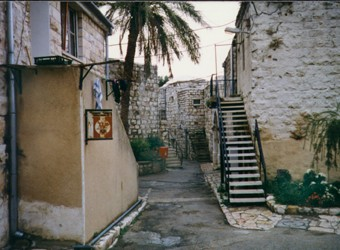
Overgebleven huizen nu op terrein Kfar Shaul Psychiatric Hospital

In 1949 werd, ondanks protesten, de wijk Givat Shaul Bet in Jeruzalem gebouwd op wat grondgebied van Deir Yassin was geweest. Deze wijk wordt beschouwd als onderdeel van Har Nof, een orthodox-joods gebied. Vier joodse geleerden, Martin Buber, Ernst Simon, Werner Senator en Cecil Roth, schreven aan premier David Ben-Gurion, met het verzoek Deir Yassin onbewoond te laten of de vestiging van de wijk uit te stellen. Ze schreven dat het bloedbad "berucht was geworden in de hele Joodse wereld, de Arabische wereld en de hele wereld". Het bebouwen van het land zo snel na de moorden zou neerkomen op een goedkeuring van het gebeurde. Ben-Gurion reageerde niet, hoewel de correspondenten hem kopie na kopie stuurden. Uiteindelijk antwoordde zijn secretaresse dat hij het te druk had gehad om hun brief te lezen.
In 1951 werd het Kfar Shaul Psychiatrisch Ziekenhuis in het dorp zelf gebouwd, waarbij gebruik werd gemaakt van enkele van de verlaten gebouwen van het dorp. Momenteel zijn veel van deze resterende gebouwen, die zich op terrein van  het ziekenhuis bevinden, verborgen achter het hek van het ziekenhuis, met strikt beperkte toegang. In de jaren tachtig werden de meeste overgebleven verlaten delen van het dorp platgewalst om plaats te maken voor nieuwe wijken. Zo ook het grootste deel van de begraafplaats van Deir Yassin dat plaats maakte voor een snelweg.

## Documentaire
- Born in Deir Yassin, documentaire gemaakt door Neta Shoshani op basis van interviews met nog in leven zijnde ooggetuigen, o.a. een Lehi-strijder (Yehuda F.), 2015.[32]